# Sant Quintí de Mediona
Sant Quintí de Mediona (em catalão e oficialmente) ou San Quintín de Mediona (em castelhano) é um município da Espanha na comarca de Alt Penedès, província de Barcelona, comunidade autónoma da Catalunha. Tem 13,81 km² de área e em 2021 tinha 2 367 habitantes (densidade: 171,4 hab./km²).

## Demografia
| Variação demográfica do município entre 1991 e 2004[carece de fontes?] | Variação demográfica do município entre 1991 e 2004[carece de fontes?] | Variação demográfica do município entre 1991 e 2004[carece de fontes?] | Variação demográfica do município entre 1991 e 2004[carece de fontes?] |
| ---------------------------------------------------------------------- | ---------------------------------------------------------------------- | ---------------------------------------------------------------------- | ---------------------------------------------------------------------- |
| 1991                                                                   | 1996                                                                   | 2001                                                                   | 2004                                                                   |
| 1483                                                                   | 1568                                                                   | 1791                                                                   | 1970                                                                   |